# Achraf Hakimi
Achraf Hakimi Mouh (n. 4 noiembrie 1998, Madrid, Spania) este un fotbalist spaniol și marocan, care joacă pe post de fundaș lateral la PSG în Ligue 1. Pe plan internațional, are prezențe la națională pentru Maroc și Maroc U23⁠(d).

## Tinerețe
Născut la Madrid, s-a alăturat clubului de tineret a lui  Real Madrid în 2006, de la CD Colonia Ofigevi, la vârsta de opt ani.

## Cariera de club

### Real Madrid Castilla
După ce a progresat jucând la La Fábrica, Achraf a fost promovat ca rezervă în iunie 2016.
Achraf a debutat pentru Real Madrid  în primul meci al Cupei Internaționale a Campionilor din 2016, o pierdere de 3-1 împotriva PSG. El a revenit ulterior la Castilla, făcând debutul său senior la 20 august 2016, începând cu o victorie de 3-2 în Segunda División B împotriva la Real Sociedad B.
Achraf a marcat primul său gol la 25 septembrie 2016, într-o remiză cu Fuenlabrada. El a avut 28 de apariții (26 de starturi, 2305 de minute de joc) în timp ce Castilla a terminat doar pe locul 11.

### Real Madrid
La 19 august 2017, Achraf a fost promovat la echipa principală, ca rezervă pentru Daniel Carvajal și Nacho, purtând tricoul cu nr. 19. El și-a făcut debutul în La Liga pe 1 octombrie, începând cu o victorie de 2-0 pe teren propriu împotrova la RCD Espanyol. A marcat primul său gol în La Liga pe 9 decembrie 2017, într-o victorie de 5-0 împotriva Sevilliei. În Liga Campionilor 2016-2017, el a avut două apariții pe măsură ce Madridul a câștigat titlul, al treilea consecutiv și al 13-lea din istoria clubului. Deși nu a jucat în finală, a primit o medalie și este creditat ca primul jucător marocan care a câștigat Liga Campionilor .

### Borussia Dortmund (împrumutat)
La 11 iulie 2018, Borussia Dortmund a semnat cu Hakimi un acord de împrumut de doi ani. A înscris primul gol pentru club și primul său gol în Bundesliga, într-o victorie de 7-0 împotriva FC Nürnberg, la 27 septembrie 2018.
Pe 24 octombrie a oferit 3 assist-uri într-o victorie de 4-0 împotriva la Atletico Madrid, în Liga Campionilor.

## Cariera internațională
Achraf și-a făcut debutul internațional complet la 11 octombrie 2016, înlocuindu-l pe Fouad Chafik într-o victorie de 4-0 împotriva Canadei. A marcat primul său gol internațional la 1 septembrie 2017, într-o victorie de 6-0 asupra Mali.
În mai 2018, el a fost chemat în echipa preliminară a Marocului pentru Cupa Mondială 2018, iar la 4 iunie a fost numit în echipa finală de 23 de persoane pentru turneul de vară.

## Statistici de carieră
| Club              | Sezon         | Ligă               | Ligă    | Ligă   | Cupă    | Cupă   | Continental | Continental | Altele  | Altele | Total   | Total  |
| Club              | Sezon         | Diviziune          | Meciuri | Goluri | Meciuri | Goluri | Meciuri     | Goluri      | Meciuri | Goluri | Meciuri | Goluri |
| ----------------- | ------------- | ------------------ | ------- | ------ | ------- | ------ | ----------- | ----------- | ------- | ------ | ------- | ------ |
| Real Madrid B     | 2016–17       | Segunda División B | 28      | 1      | —       | —      | —           | —           | —       | —      | 28      | 1      |
| Real Madrid       | 2017–18       | La Liga            | 9       | 2      | 5       | 0      | 2           | 0           | 1       | 0      | 17      | 2      |
| Borussia Dortmund | 2018–19       | Bundesliga         | 1       | 1      | 0       | 0      | 0           | 0           | —       | —      | 1       | 1      |
| Total carieră     | Total carieră | Total carieră      | 38      | 4      | 5       | 0      | 2           | 0           | 1       | 0      | 46      | 4      |

### Internațional
| Echipa națională | Anul  | Meciuri | Goluri |
| ---------------- | ----- | ------- | ------ |
| Maroc            |       |         |        |
| 2016             | 1     | 0       |        |
| 2017             | 5     | 1       |        |
| 2018             | 8     | 0       |        |
| Total            | Total | 14      | 1      |

## Palmares
Real Madrid
- Liga Campionilor UEFA: 2016-2017
- Supercupa Europei UEFA: 2017[3]
- Campionatul Mondial al Cluburilor FIFA: 2017
- Supercopa de España: 2017[4]

Borussia Dortmund
- DFL-Supercup: 2019[5]

Inter Milan
- Serie A: 2020–21[6]

Paris Saint-Germain
- Ligue 1: 2021–22,[7] 2022–23,[8] 2023–24,[9] 2024–25[10]
- Coupe de France: 2023–24,[11] 2024–25[12]
- Trophée des Champions: 2022,[13] 2023,[14] 2024[15]
- Liga Campionilor UEFA: 2024–25[16]

## Legături externe
- Achraf Hakimi profile at the Real Madrid C.F. website
- Profilul lui Achraf Hakimi pe Soccerway
- Achraf Hakimi pe BDFutbol